# Andrew Tiedemann
Pour les articles homonymes, voir Tiedemann.
Pas d'image ? Cliquez ici

a Compétitions nationales et continentales officielles uniquement.

b Matchs officiels uniquement.
Dernière mise à jour le 1er août 2015.
Andrew Tiedemann, né le 21 juillet 1988 à Saint-Albert (Alberta) au Canada, est un joueur de rugby à XV, qui joue avec l'équipe du Canada, évoluant au poste de pilier.

## Carrière
Andrew Tiedemann est né le 21 juillet 1988 à Saint-Albert (Alberta) au Canada, il évolue avec le club de Prairie Wolf Pack dans le championnat canadien de rugby à XV ; il fréquente toutes les sélections de jeunes en équipe nationale du Canada. 
En 2008, il dispute avec l'équipe du Canada de rugby à XV des moins de 20 ans le Championnat du monde junior de rugby à XV 2008,.  
Il dispute son premier test match le 30 mai 2009 contre l'équipe du pays de Galles, il dispute un match de la coupe du monde de 2011.
Andrew Tiedemann rejoint le club d'Auch en Pro D2 en septembre 2012 pour la saison 2012-2013. Il quitte le club à la fin de la saison.
En 2014-2015, il évolue avec Plymouth, un club de rugby anglais qui joue actuellement en Championnat d'Angleterre de rugby à XV de 2e division.

### Palmarès en Coupe du monde
| Édition               | Rang       | Résultats Canada | Résultats Tiedemann | Matchs Tiedemann |
| --------------------- | ---------- | ---------------- | ------------------- | ---------------- |
| Nouvelle-Zélande 2011 | 4e Poule A | 1 v, 1 n, 2 d    | 0 v, 0 n, 1 d       | 1/4              |

Légende : v = victoire ; n = match nul ; d = défaite.

### En équipe nationale
Depuis 2009, Andrew Tiedemann dispute 33 matchs avec l'équipe du Canada sans marquer de point. Il participe notamment à une coupe du monde en 2011. Il dispute une rencontre de Coupe du monde en une participation.